# Famille Niel
Pour les articles homonymes, voir Niel.
La famille Niel est une ancienne famille de la bourgeoisie française. Elle est issue du village de Goyrans au sud de Toulouse.
Au XIXe siècle, principalement sous le Second Empire, elle s'est illustrée dans les armes, la magistrature et la politique.
De cette famille est issu le maréchal de France et ministre de la Guerre, Adolphe Niel (1802-1869), dont les descendants (branche de Paris) appartiennent à la noblesse pontificale depuis 1877.

## Histoire
La famille Niel est connue depuis le XVIIIe siècle dans le village de Goyrans situé dans le sud de l'agglomération toulousaine. Historiquement et culturellement ce village appartient au pays toulousain et au Lauragais.
Au XVIIIe siècle elle s'installe au domaine de Brioudes sur la commune de Muret (Haute-Garonne).
Les deux branches sont :
- Mauressac (Haute-Garonne), branche aînée
- Paris (branche issue d'Adolphe Niel dont le fils Léopold Niel sera le 1er comte Niel), branche cadette

## Généalogie simplifiée
Cette généalogie simplifiée de la famille Niel (XVIIIe siècle - XIXe siècle) est essentiellement issue des travaux d'André Delavenne,.
- Guillaume Niel, co-seigneur, contrôleur général des gabelles du Languedoc, il a pour enfant[2] :
- Joseph Niel, il épouse Christine Lamothe. Ils ont pour enfants :
  - André Niel, né à  Muret en 1799, membre de l'académie de législation de Toulouse dont il est un temps président, conseiller à la cour d'appel de Toulouse en 1852, président de chambre à la cour impériale de Toulouse en 1862, conseiller général de la Haute-Garonne, officier de la Légion d'honneur, mort à Toulouse en 1867. Il avait épousé Louise de Saget. Ils ont pour enfant :
    - Charles Niel, né le 29 juillet 1837 à Muret, mort le 9 septembre 1918 dans la même ville, maire de Muret et conseiller général (1868), élu député de la Haute-Garonne (1877, 1879, 1885), un temps substitut du procureur général à Toulouse
    - Paul Niel, il épouse Marie-Noémie de Gauléjac, il meurt à Mauressac en 1892. Ils ont pour enfant :
      - André Niel, il naît à Auterive en 1877, propriétaire, maire d'Auterive puis de Mauressac (Haute-Garonne), chevalier de la Légion d'honneur, il épouse à Castres en 1907 Jeanne Barbara de Labelotterie de Boisséson, fille de Paul Barbara de Labelotterie de Boisséson et de Charlotte de Lonjon. Il est l'auteur de la branche des Niel (de Mauressac), dont descendance.

  - Adolphe Niel, né au domaine de Brioudes en 1802, élève à l'école polytechnique, maréchal de France, sénateur de l'Empire, ministre de la Guerre, président du Conseil général de la Haute-Garonne, grand-croix de la Légion d'honneur, mort à Paris en 1869. Il avait épousé Clémence Maillères (1822-1901), créée comtesse par bref pontifical du 7 avril 1877 et autorisée à porter ce titre en France par décret du président de la République du 25 septembre 1877. Ils ont pour enfants :
    - Léopold Niel, il naît en 1846, général commandant la brigade de cavalerie du 6e corps d'armée à Reims, membre du comité technique de la cavalerie, créé comte héréditaire par bref pontifical de Pie IX du 7 avril 1877 (titre autorisé à être porté en France, pour lui-même et sa mère, par décret du maréchal de Mac Mahon, président de la République, du 25 septembre 1877)[4], officier de la Légion d'honneur, reçu au Jockey club en 1885[5]. Il épouse à Paris en 1878 Marthe Clary, fille de François-Jean Clary et de Sidonie Talabot, il meurt à Nantes. Ils ont pour enfants :
      - Adolphe Niel ( -1966), 2e comte Niel, chef d'escadron, amateur d'art, reçu au Jockey club en 1903[5], marié avec Victoire de Gasquet-James
      - Gaston Niel, 3e comte Niel à la mort de son frère Adolphe en 1966, il naît à Tours en 1880, comte romain, président de la fédération nationale des sociétés de courses de France, chevalier de la Légion d'honneur, reçu au Jockey club en 1903[5], il épouse à Paris en 1909 Marie-Jeanne-Léontine de Bryas-Desmier d'Archiac, fille de Jacques de Bryas et d'Ida de Gramont, il meurt en 1970
        - Jacques Niel (1909-2000), 4e comte Niel, célibataire, président d'honneur de la Société du patrimoine du Muretain, reçu  au Jockey club en 1934[5]
        - Paul Niel, né à Nantes en 1887, il épouse Olga de Azevedo-Macedo
          - François Niel (1936-), 5e comte Niel
            - Florence Niel

        - Marthe Niel

    - Amélie Niel, femme du comte Gaston Duhesme, général de division

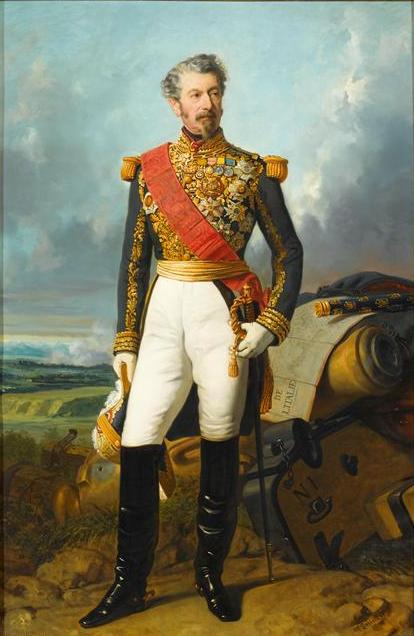
Adolphe Niel
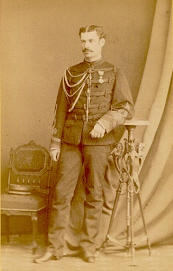
Léopold Niel

## Liste des comtes Niel
- Léopold Niel (1846-), général de brigade
  - Adolphe Niel (-1966), chef d'escadron
    - Gaston Niel (1880-1970), président de la fédération nationale des sociétés de courses de France
      - Jacques Niel (1909-2000), président d'honneur de la Société du patrimoine du Muretain 
        - François Niel (1936)

## Possessions
La famille Niel a possédé des propriétés dans la région toulousaine, dont :
- domaine de Brioudes, près de Muret, de 1727 à 1963
- château d'Aufréry, près de Toulouse, acheté par le maréchal Niel

## Alliances
Les principales alliances de la famille Niel sont : Lamothe, de Saget, de Pistoye, Maillères (1843), Duhesme (1865), Clary (1878), de Gasquet-James, de Gauléjac, Barbara de Labelotterie de Boisséson (1907), de Bryas (1909), de Azevedo-Macedo, Pihan de La Forest, de Barrau (1932), etc.

## Armes, titre
- Niel : d'azur, à un L d'or, surmonté d'un nid renfermant trois oiseaux d'argent[8] (armes parlantes).
- Titre : comte Niel (depuis 1877 pour la branche de Paris). Cette branche de la famille Niel a obtenu en 1877, par bref pontifical, le titre héréditaire de comte Niel[4].

## Postérité
- Statue du maréchal Niel sur les allées Niel à Muret
- Établissement scolaire Joseph Niel, à Muret
- Palais Niel, demeure construite à Toulouse pour le maréchal Niel, siège actuel de l'état-major de la 11e brigade parachutiste
- Avenue Niel, avenue de Paris en souvenir du maréchal Niel
- Loi Niel, loi proposée par le maréchal Niel, alors ministre de la Guerre, à Napoléon III pour réformer et moderniser l'armée française
- Rose en hommage au maréchal Niel
- Prix Niel, course hippique de plat en souvenir de Gaston Niel, petit-fils du maréchal Niel

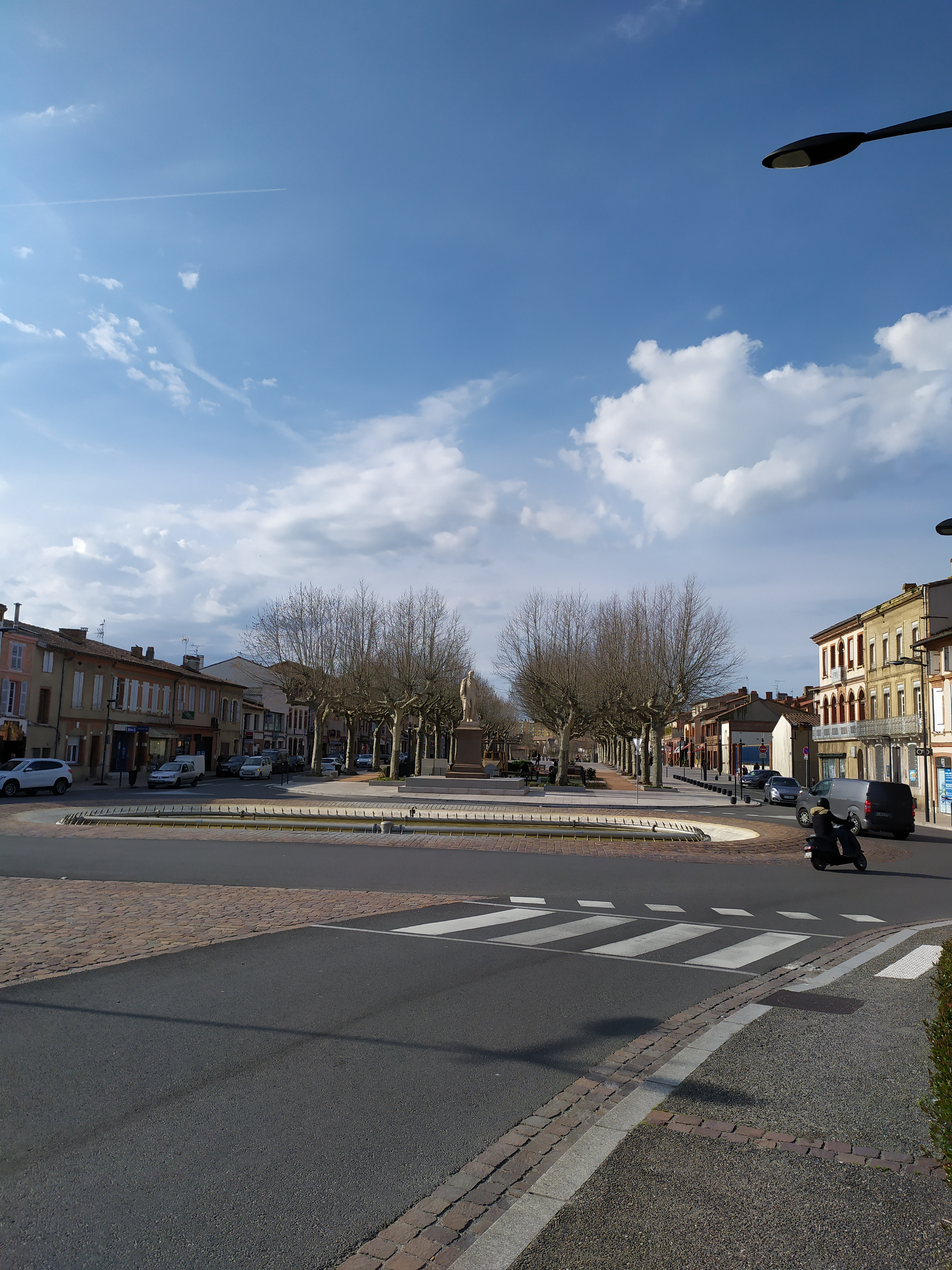
Les allées Niel à Muret avec la statue du maréchal Niel.
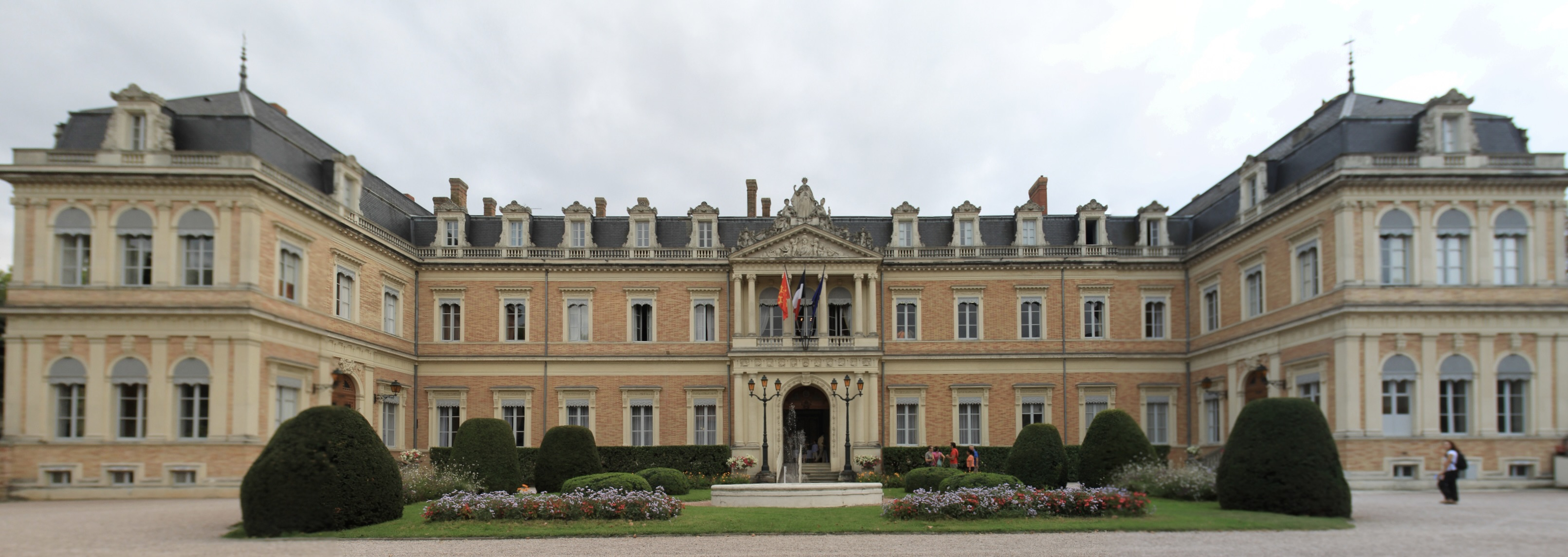
Le palais Niel à Toulouse.
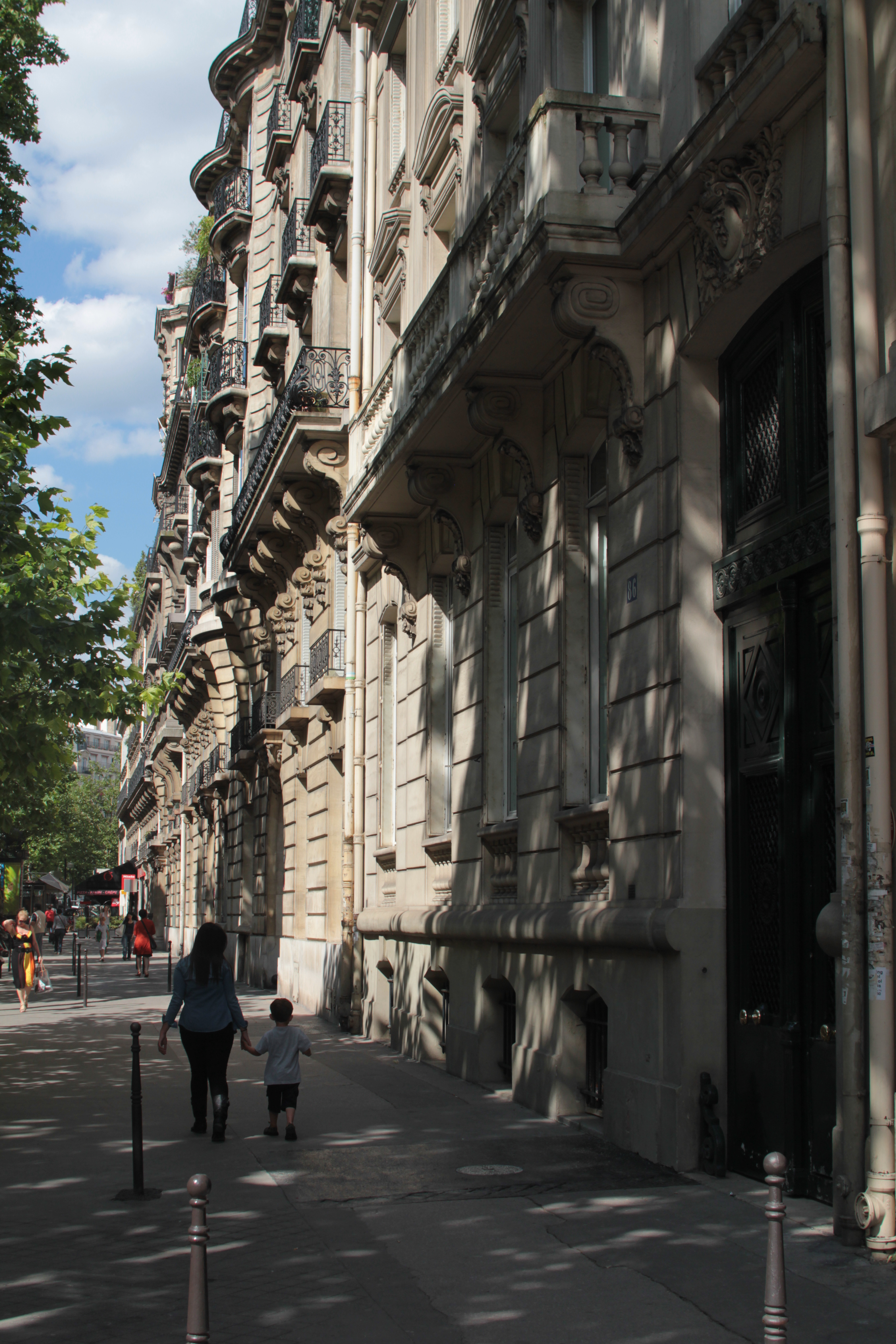
L'avenue Niel à Paris.
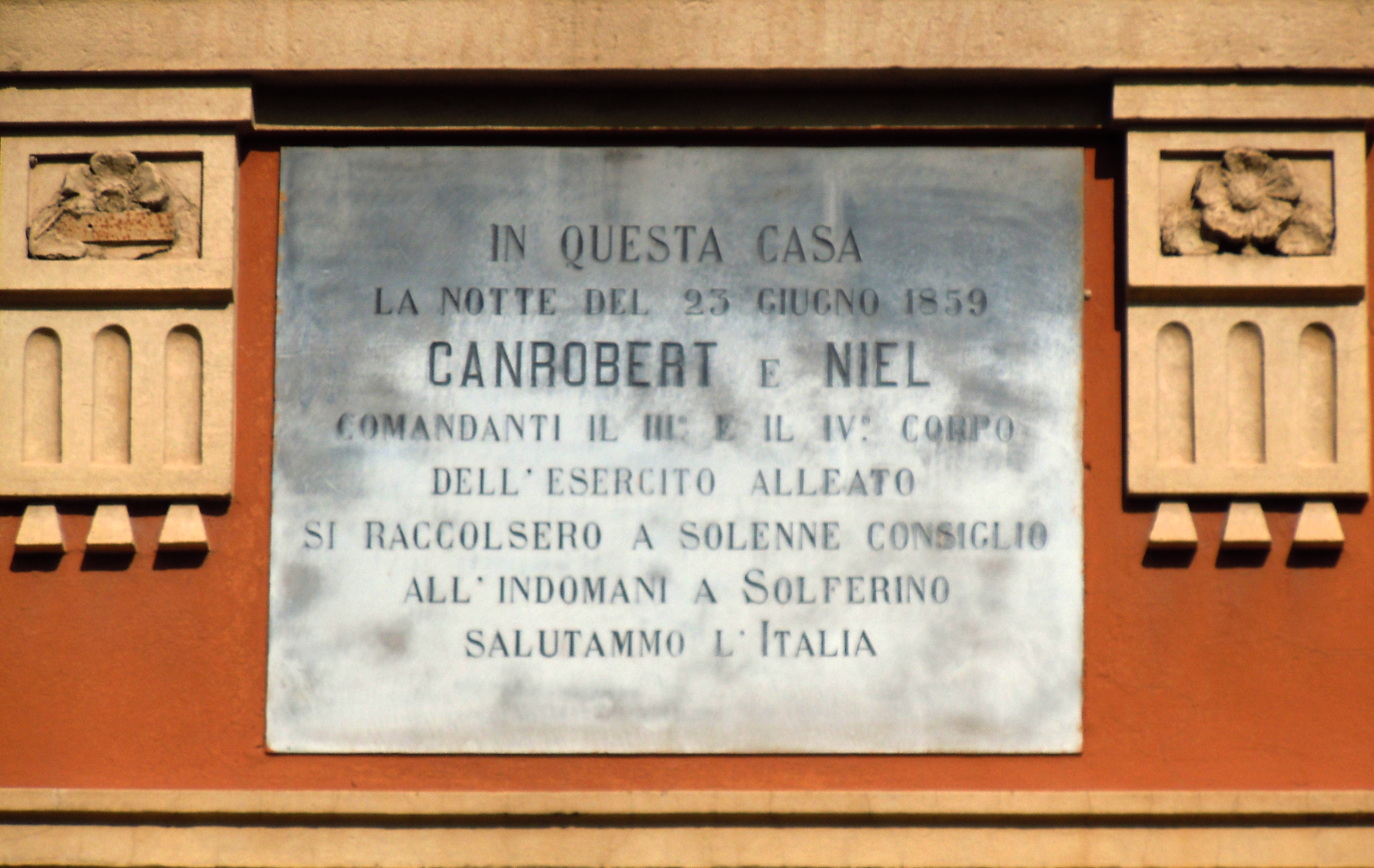
Plaque en mémoire des maréchaux Canrobert et Niel
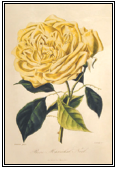
Rose Maréchal Niel